# Bubovice
Bubovice (německy Bubowitz) jsou obec v okrese Beroun ve Středočeském kraji. Žije zde 581 obyvatel.
V katastrálním území obce se nachází letiště Bubovice. Obec v Českém krasu je turistickým východiskem pro návštěvu Solvayových lomů.

## Historie
První písemná zmínka o obci pochází z roku 1333.
Ve vsi Bubovice (383 obyvatel) byly v roce 1932 evidovány tyto živnosti a obchody: cihelna, 2 hostince, kolář, kovář, krejčí, pohodný, pojišťovací jednatelství, porodní asistentka, 3 rolníci, řezník, 2 obchody se smíšeným zbožím, 2 sadaři, trafika, velkostatek

## Přírodní poměry
Do správního území obce na jihu a na západě zasahuje národní přírodní rezervace Karlštejn.

## Obyvatelstvo
| Rok            | 1869 | 1880 | 1890 | 1900 | 1910 | 1921 | 1930 | 1950 | 1961 | 1970 | 1980 | 1991 | 2001 | 2011 | 2021 |
| -------------- | ---- | ---- | ---- | ---- | ---- | ---- | ---- | ---- | ---- | ---- | ---- | ---- | ---- | ---- | ---- |
| Počet obyvatel | 299  | 328  | 325  | 337  | 381  | 383  | 404  | 303  | 318  | 279  | 265  | 213  | 241  | 401  | 628  |
| Počet domů     | 39   | 39   | 40   | 45   | 49   | 57   | 81   | 92   | 91   | 79   | 76   | 74   | 85   | 136  | 217  |

## Obecní správa

### Územněsprávní začlenění
Dějiny územněsprávního začleňování zahrnují období od roku 1850 do současnosti. V chronologickém přehledu je uvedena územně administrativní příslušnost obce v roce, kdy ke změně došlo:
- 1850 země česká, kraj Praha, politický okres Smíchov, soudní okres Beroun[7]
- 1855 země česká, kraj Praha, soudní okres Beroun
- 1868 země česká, politický okres Hořovice, soudní okres Beroun
- 1936 země česká, politický i soudní okres Beroun[8]
- 1939 země česká, Oberlandrat Kolín, politický i soudní okres Beroun[9]
- 1942 země česká, Oberlandrat Praha, politický i soudní okres Beroun[10]
- 1945 země česká, správní i soudní okres Beroun[11]
- 1949 Pražský kraj, okres Beroun[12]
- 1960 Středočeský kraj, okres Beroun
- 2003 Středočeský kraj, okres Beroun, obec s rozšířenou působností Beroun

### Obecní symboly
Znak a vlajka byly obci uděleny rozhodnutím předsedy Poslanecké sněmovny Parlamentu České republiky dne 16. července 2014.

## Doprava
Dopravní síť
- Pozemní komunikace – Do obce vedou silnice III. třídy.
- Železnice – Železniční trať ani stanice na území obce nejsou. Úzkorozchodná železnice viz Solvayovy lomy.
- Letecká doprava – Jedná se o veřejné vnitrostátní letiště Bubovice provozané Aeroklubem Beroun. Létá se na malých motorových letadlech a bezmotorových letadlech - větroních, prováděl se zde výcvik pilotů a uskutečňovaly se vyhlídkové lety. Odstavený letoun Avia 14RT slouží pouze jako klubovna.

Veřejná doprava 2011
- Autobusová doprava – V obci má zastávku autobusová linka 311 Praha,Zličín - Mořina - Řevnice (v pracovních dnech 17 spojů, o víkendu 5 spojů) (dopravce ARRIVA PRAHA) a linka 425 Mořina - Beroun (v pracovních dnech 8 spojů) (dopravce PROBO BUS).

## Kultura

### Solvayovy lomy
Skanzen Solvayovy lomy se nalézá na katastrálním území obce Svatý Jan pod Skalou ve zrušeném vápencovém lomu Paraple. Tvoří jej několik objektů - bývalých provozních a technologických budov a rekonstruovaná úzkorozchodná dráha s rozchodem 600 mm. Součástí je i trvalá expozice Historie těžby a dopravy vápence v Českém krasu.

## Společnost
Sbor dobrovolných hasičů
Sbor dobrovolných hasičů má asi padesát členů. Jednotka má k dispozici výjezdovou techniku VEA Škoda 125, TA Multicar, CAS 8 Praga V3S a pomocnou techniku traktory Zetor 4911 a Belarus 422.1.

## Pamětihodnosti
- Kaple svatého Vojtěcha